# 사막집박쥐
사막집박쥐(Hypsugo ariel)는 애기박쥐과에 속하는 박쥐의 일종이다. 이집트와 이스라엘, 요르단, 사우디아라비아]], 수단 그리고 예멘에서 발견된다. 자연 서식지는 아열대 또는 열대 기후 지역의 건조 관목 지대와 암반 지대 그리고 무더운 사막 지역이다.